# 549 (szám)
Az 549 (római számmal: DXLIX) egy természetes szám.

## A szám a matematikában
A tízes számrendszerbeli 549-es a kettes számrendszerben 1000100101, a nyolcas számrendszerben 1045, a tizenhatos számrendszerben 225 alakban írható fel.
Az 549 páratlan szám, összetett szám, kanonikus alakban a 32 · 611 szorzattal, normálalakban az 5,49 · 102 szorzattal írható fel. Hat osztója van a természetes számok halmazán, ezek növekvő sorrendben: 1, 3, 9, 61, 183 és 549.
Tizenhétszögszám.
Az 549 négyzete 301 401, köbe 165 469 149, négyzetgyöke 23,43075, köbgyöke 8,18824, reciproka 0,0018215. Az 549 egység sugarú kör kerülete 3449,46873 egység, területe 946 879,16738 területegység; az 549 egység sugarú gömb térfogata 693 115 550,5 térfogategység.